# Струпичи
Струпичи (серб. Струпићи / Strupići) — село в общине Берковичи Республики Сербской Боснии и Герцеговины. Население составляет 188 человек по переписи 2013 года.